# Pedro Fernández Alén
Pedro Fernández Alén (Badajoz, 1975) és un empresari espanyol del sector de la construcció, conegut principalment pel seu càrrec com a President de la Confederación Nacional de la Construcción (CNC), posició que ocupa des de març de 2021, i com a president de la Fundación Laboral de la Construcción.
Nascut a Badajoz, Fernández Alén es va graduar en Dret per la Universitat Complutense de Madrid i posteriorment va obtenir un Màster en Direcció d'Empreses Constructores i Immobiliàries (MDI) a la Universitat Politècnica de Madrid. Ha exercit rols com a President de la Fundació Laboral de la Construcció, Vicepresident de la Confederació Espanyola de la Petita i Mitjana Empresa (CEPYME) i President en funcions del Consell Econòmic i Social (CES).
La gestió de Fernández Alén a la CNC s'ha caracteritzat per un enfocament a enfortir el sector de la construcció, que representa més del 10% del PIB d'Espanya i ocupa gairebé 1,5 milions de treballadors. Durant la seva gestió, ha advocat per una coordinació interministerial més gran en matèria d'habitatge i urbanisme, ha impulsat reformes en la contractació pública per millorar la competitivitat i ha destacat el paper del sector en la gestió dels fons NextGenerationEU, amb set de cada deu euros vinculats a projectes de construcció. Anteriorment, va ocupar el càrrec de Secret General de CEPYME, defensant el paper de les petites i mitjanes empreses.